# Nieuwe Rotterdamsche Schaakvereeniging
Nieuwe Rotterdamsche Schaakvereeniging (NRSV) – holenderski klub szachowy z Rotterdamu, mistrz kraju z 1931 roku.

## Historia
Klub został założony we wrześniu 1894 roku. Pierwszym przewodniczącym został van Dantzig. W 1895 roku klub został członkiem nadzwyczajnym Nederlandse Schaakbond. W sezonie 1920/1921 NRSV uczestniczył w pierwszej edycji drużynowych mistrzostw Holandii, zajmując piąte miejsce. W kadrze drużyny znajdowali się wówczas m.in. Samuel Factor i Gerard Oskam. W sezonie 1930/1931 klub, z Salo Landau i Daniëlem Noteboomem w składzie, zdobył mistrzostwo kraju. W 1965 roku nastąpiła fuzja NRSV z Rotterdamsch SG, w wyniku czego powstał Nieuw Rotterdams Schaakgenootschap.